# Formia
Formia er en italiensk by (og kommune) i regionen Lazio i Italien, med omkring 37.136(2023) indbyggere.